# Вибори Президента України
Вибори Президента України — законодавчо визначений порядок обрання Глави держави в Україні. Відбуваються у відповідності з Виборчим  кодексом України. Вибори Президента України стали історично першим видом виборів у сучасній Україні.
Верховна Рада України призначає чергові вибори Президента України не пізніш як за сто днів до дня виборів.
Виборчий процес чергових виборів Президента України розпочинається за дев'яносто днів до дня голосування. Центральна виборча комісія оголошує про початок виборчого процесу шляхом прийняття рішення не пізніш як за дев'яносто один день до дня голосування.

## Проведені вибори
Президентські вибори проводилися сім разів після здобуття Україною незалежності в 1991 році:
- Вибори Президента України 1991 — перші вибори Президента України після здобуття незалежності 24 серпня 1991.
- Вибори Президента України 1994 — дострокові вибори Президента України в 1994.
- Вибори Президента України 1999 — перші регулярні вибори Президента України.
- Вибори Президента України 2004 — вибори Президента України в кінці 2004, що стали причиною для Помаранчевої революції.
- Вибори Президента України 2010 — вибори Президента України, які пройшли 17 січня 2010.
- Вибори Президента України 2014 — позачергові вибори Президента України пов'язані з політичною кризою, викликаною відмовою української влади від курсу на євроінтеграцію, внаслідок Революції гідності були призначені Верховною Радою на 25 травня 2014.
- Вибори Президента України 2019 — вибори Президента України, які відбулися 31 березня 2019.

## Кількість кандидатів на пост
Кількість кандидатів на пост Президента України, не враховуючи тих, які вибули з балотування чи реєстрацію яких скасовано.
| 1991 | 1994 | 1999 | 2004 | 2010 | 2014 | 2019 |
| ---- | ---- | ---- | ---- | ---- | ---- | ---- |
| 6    | 7    | 13   | 24   | 18   | 21   | 39   |

## Явка виборців
|                      | 1991  | 1994 | 1999  | 2004  | 2010  | 2014  | 2019  |
| -------------------- | ----- | ---- | ----- | ----- | ----- | ----- | ----- |
| Перший тур           | 84,16 | 70,4 | 70,15 | 74,54 | 66,76 | 59,48 | 62,88 |
| Другий тур           | —     | 71,6 | 74,87 | 81,12 | 69,15 | —     | 61,42 |
| Повторний другий тур | —     | —    | —     | 77,28 | —     | —     | —     |

## Регіональні особливості президентських виборів в Україні
Результати голосування різних регіонів на президентських (1991, 1994, 1999, 2004, 2010, 2014) виборах:
- 1991 — Леонід Кравчук — В'ячеслав Чорновіл;
- 1994 — Леонід Кравчук — Леонід Кучма;
- 1999 — Леонід Кучма — Петро Симоненко;
- 2004 — Віктор Ющенко — Віктор Янукович;
- 2010 — Юлія Тимошенко — Віктор Янукович;
- 2014 — Петро Порошенко — Юлія Тимошенко;
- 2019 — Володимир Зеленський — Петро Порошенко;

- Волинь — Волинська і Рівненська області (на президентських виборах підтримували Чорновола, Кравчука, Кучму, Ющенка, Порошенка);
- Закарпаття (підтримало Чорновола, Кравчука, Кучму, баланс Ющенка і Януковича, Порошенка);
- Галичина — Львівська, Тернопільська, Івано-Франківська області (підтримали Чорновола, Кравчука, Кучму, Ющенка, Порошенка);
- Правобережжя (мали перевагу Кучма, Ющенко, Порошенко);
- Київ — (баланс Чорновола і Кравчука, підтримка Кравчука, Кучми, Ющенка, Порошенка);
- Лівобережжя (баланс Симоненка і Кучми, підтримка Ющенка, Порошенка);
- Південна Україна — Одеська, Миколаївська, Херсонська області (підтримка Кравчука, Кучми, баланс Симоненка і Кучми, підтримка Януковича);
- Центр — Кіровоградська область (підтримка Кравчука, Кучми, Симоненка, баланс Януковича і Ющенка, Порошенка);
- Дніпро — Дніпропетровська область (підтримка Кравчука, Кучми, Кучми, Януковича, Порошенка);
- Крим (підтримка Кравчука, Кучми 2 рази, Януковича, голосування не відбувалось);
- Сумська область (підтримка Кравчука, Кучми 2 рази, Ющенка, Порошенка);
- Харківська область (підтримка Кравчука, Кучми 2 рази, Януковича, Порошенка);
- Схід — Луганська і Донецька області (підтримка Кравчука, Кучми 2 рази, Януковича, Порошенка).

## Кандидати, що балотувались більше одного разу
Позначки ▲ та ▼ відображають результат у порівнянні із минулою участю у виборах.
|                     | Кількість | 1991    | 1994            | 1999            | 2004                    | 2010            | 2014    | 2019            |
| ------------------- | --------- | ------- | --------------- | --------------- | ----------------------- | --------------- | ------- | --------------- |
| Олександр Мороз     | 5         | —       | 13,04%▬         | 11,29%▼         | 5,81%▼                  | 0,38%▼          | —       | 0,06%▼          |
| Петро Симоненко     | 4         | —       | —               | 22,24%▬ 37,80%▲ | 4,97%▼                  | 3,55%▼          | 1,51%▼  | відм.           |
| Юлія Тимошенко      | 3         | —       | —               | —               | —                       | 25,05%▬ 45,47%▲ | 12,81%▼ | 13,40%▲         |
| Анатолій Гриценко   | 3         | —       | —               | —               | —                       | 1,20%▬          | 5,48%▲  | 6,91%▲          |
| Леонід Кравчук      | 2         | 61,59%▬ | 38,36%▼ 45,06%▲ | —               | —                       | —               | —       | —               |
| Леонід Кучма        | 2         | —       | 31,17%▬ 52,14%▲ | 36,49%▼ 56,25%▲ | —                       | —               | —       | —               |
| Віктор Ющенко       | 2         | —       | —               | —               | 39,90%▬ 46,61%▲ 51,99%▲ | 5,45%▼          | —       | —               |
| Віктор Янукович     | 2         | —       | —               | —               | 39,26%▬ 49,46%▲ 44,20%▼ | 35,32%▼ 48,95%▲ | —       | —               |
| Петро Порошенко     | 2         | —       | —               | —               | —                       | —               | 54,70%▬ | 15,95%▼ 24,45%▲ |
| Сергій Тігіпко      | 2         | —       | —               | —               | —                       | 13,06%▬         | 5,23%▼  | —               |
| Юрій Бойко          | 2         | —       | —               | —               | —                       | —               | 0,19%▬  | 11,67%▲         |
| Наталія Вітренко    | 2         | —       | —               | 10,97%▬         | 1,53%▼                  | —               | —       | —               |
| Олег Ляшко          | 2         | —       | —               | —               | —                       | —               | 8,32%▬  | 5,48%▼          |
| Ольга Богомолець    | 2         | —       | —               | —               | —                       | —               | 1,91%▬  | 0,17%▼          |
| Олег Тягнибок       | 2         | —       | —               | —               | —                       | 1,43%▬          | 1,16%▼  | —               |
| Інна Богословська   | 2         | —       | —               | —               | —                       | 0,41%▬          | —       | 0,09%▼          |
| Олександр Ржавський | 2         | —       | —               | 0,37%▬          | 0,03%▼                  | —               | —       | —               |
| Микола Габер        | 2         | —       | —               | 0,12%▬          | —                       | —               | —       | 0,03%▼          |
| Михайло Бродський   | 2         | —       | —               | —               | 0,05%▬                  | 0,06%▲          | —       | —               |